# 埃德蒙德·汉森
埃德蒙德·汉森（英語：Edmund H. Hansen）为一位美国音讯工程师。他曾赢得了2次奥斯卡奖，一次最佳音响效果奖，和一次最佳视觉奖。并在这两个奖项上获得了12次提名。

## 精选影视作品
汉森获得过2次奥斯卡奖，并在最佳音效奖中获得10项提名。他还曾获得2次最佳视觉特效提名。

### 最佳音响效果
获奖：
- 威尔逊总统传（英语：Wilson (1944 film)） (1944)[1]

提名：
- 游行（英语：The White Parade） (1934)[2]
- 万分感谢（英语：Thanks a Million） (1935)[3]
- 我膝盖上的班卓琴（英语：Banjo on My Knee (film)） (1936)[4]
- 芝加哥大火记（英语：In Old Chicago） (1937)[5]
- 苏伊士运河（英语：Suez (film)） (1938)[6]
- 雨季来临（英语：The Rains Came） (1940)[7]
- 愤怒的葡萄（英语：The Grapes of Wrath (film)） (1940)[8]
- 青山翠谷 (1941)[9]
- 高于一切（英语：This Above All (film)） (1942)[10]
- 圣女之歌（英语：The Song of Bernadette (film)） (1943)[11]

### 最佳视觉效果
获奖：
- 雨季来临（英语：The Rains Came） (1940)[7]

提名：
- 青鸟（英语：The Blue Bird (1940 film)） (1940)[8]
- 北佬参军记（英语：A Yank in the R.A.F.） (1941)[9]